# Spektrogramm

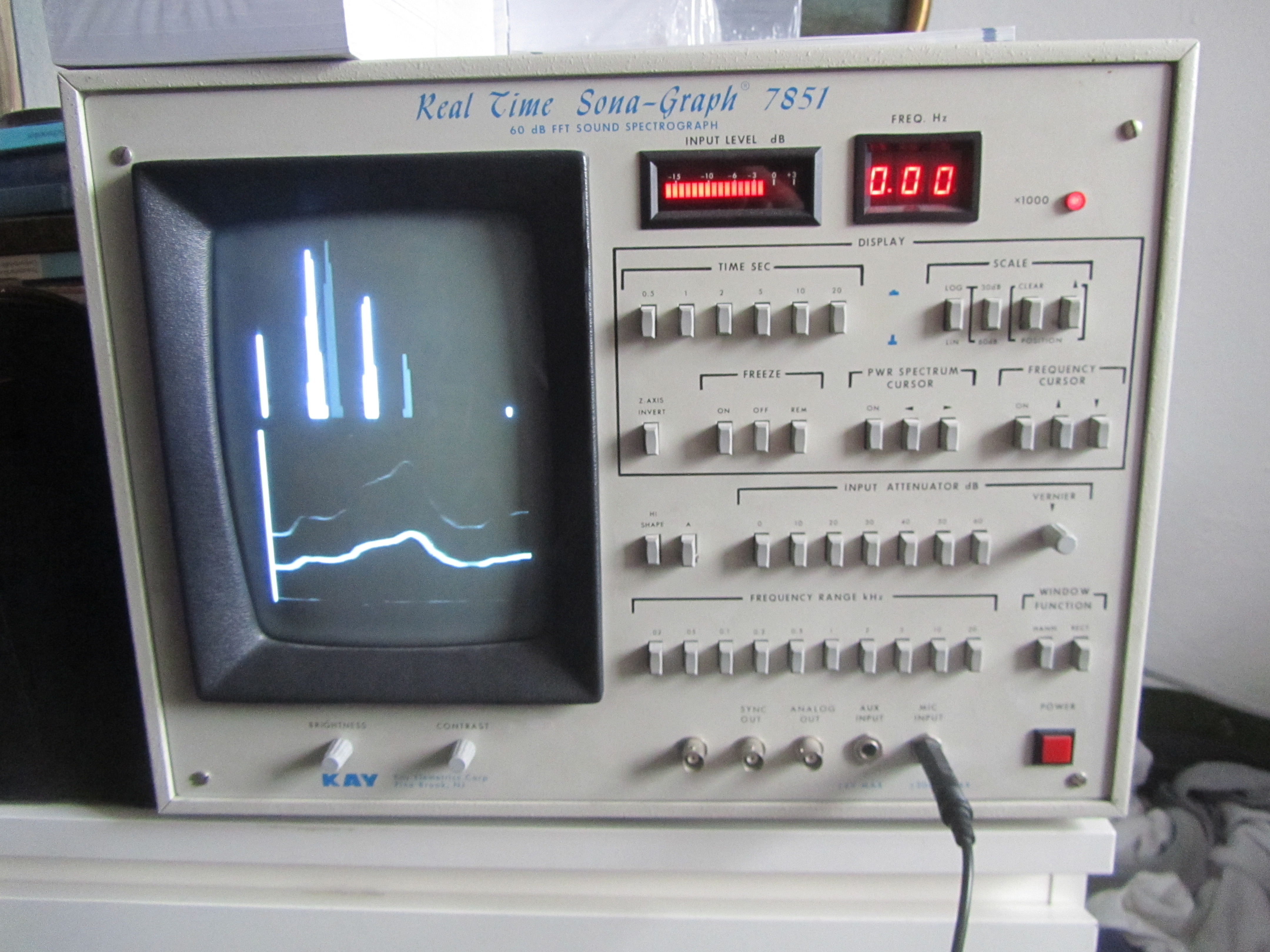
Alter Sonagraph aus den 1980er Jahren

Ein Spektrogramm ist die bildliche Darstellung des zeitlichen Verlaufs des Frequenzspektrums eines Signals. Spektrogramme finden vielfältige Anwendung, zum Beispiel zum Zweck der Analyse von Schallsignalen, der Signalverarbeitung und der Bildverarbeitung oder zur Darstellung von Spurenelementen in der Neutronenaktivierungsanalyse.
Ein Spektrogramm stellt die Zusammensetzung eines Signals (zum Beispiel eines Klangs oder gesprochener Sprache) aus einzelnen Frequenzen in der Regel im zeitlichen Verlauf dar. In diesem Fall ist ein Spektrogramm, präziser ausgedrückt, eine zeitvariante Darstellung der Frequenzverteilung mit Hilfe der Kurzzeit-Fourier-Transformation. Diese ergibt eine komplexwertige Funktion {\displaystyle f(t,\omega )}, die vom Zeitpunkt t und der Frequenz {\displaystyle \omega } abhängt. Das Spektrogramm ist eine Darstellung, die die Werte {\displaystyle |f(t,\omega )|^{2}} in einem Zeit-Frequenz-Diagramm (zum Beispiel farbcodiert) aufträgt.
Die Interpretation ist dabei die, dass {\displaystyle |f(t,\omega )|^{2}} den Frequenzanteil des Signals zum Zeitpunkt t angibt.

## Sonagramm

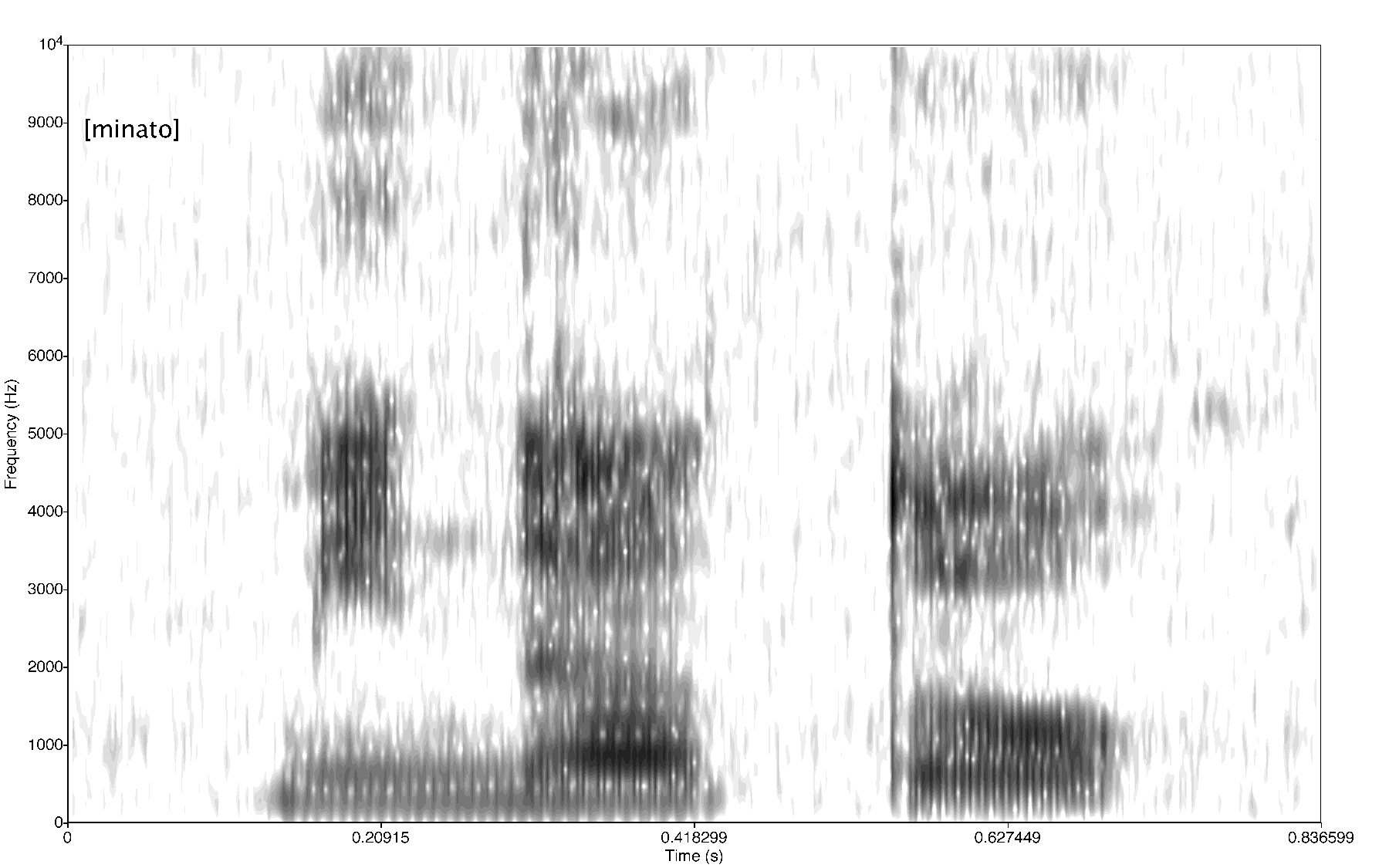
Sonagramm des japanischen Wortes minato. Die Schalleigenschaften der einzelnen Sprachlaute sind im Zeitverlauf erkennbar.

Ein Sonagramm (zu lateinisch sonare ‚klingen‘ und altgriechisch γράφειν gráphein, deutsch ‚schreiben‘) ist ein Schall-Spektrogramm. Ursprünglich waren Sonagramm und Sonagraph Handelsbezeichnungen: Das Sonagramm war die von einem Sonagraphen gelieferte Darstellung von schnell veränderlichen Schallvorgängen in rechtwinkligen Koordinaten (Zeit- und Frequenzachse). Die Stärke der Frequenzkomponenten wurde durch Schwärzung des Registrierpapiers sichtbar gemacht. Heute wird der Begriff Sonagraf (oder Sonagraph) unabhängig vom Fabrikat des Gerätes gebraucht. Die Schallanalyse wird heutzutage nur noch digital durchgeführt, meist mithilfe von Computerprogrammen.
Das Sonagramm wird auch als Sonogramm bezeichnet. Allerdings ist mit Sonogramm meist ein durch Ultraschall erzeugtes Bild gemeint, siehe hierzu Sonografie.
Sonagramme dienen unter anderem der Analyse von Sprachsignalen, z. B. zum Bestimmen von Sprachlauten (Phonetik). Spektrogramme gesprochener Sprache zeigten Ralph Potter, George Pott und Harriet Green bereits 1947 in ihrem Buch Visible Speech. Vokale erkennt man im Sonagramm an charakteristischen Mustern, den sogenannten Formanten. Konsonanten sind beispielsweise am Verlauf der Schwarzfärbung (abhängig von der Intensität), an der vorhandenen oder nicht vorhandenen voice bar (ein schwarzer Balken im unteren Bereich, der die Stimmhaftigkeit anzeigt) und an verschiedenen Transitionen zu erkennen.

## Campbell-Diagramm
In der Fahrzeug- und Maschinenakustik besteht oftmals ein besonderes Interesse am Zusammenhang des Spektrums von der Motordrehzahl. Der spektrale Verlauf eines Hochtourens wird daher nicht in Abhängigkeit von der Messzeit dargestellt, sondern in Abhängigkeit von der Drehzahl. Für diese Form des Spektrogramms wird die Bezeichnung Campbell-Diagramm verwendet.